# تريفدريث (أنغلزي)
تريفدريث (بالإنجليزية: Trefdraeth)‏ هي قرية تقع في المملكة المتحدة في ويلز.